# سیمون جونز (بازیگر)
سیمون جونز (انگلیسی: Simon Jones؛ زادهٔ ۲۷ ژوئیهٔ ۱۹۵۰) یک هنرپیشه و کمدین اهل بریتانیا است. وی از سال ۱۹۷۶ میلادی تاکنون مشغول فعالیت بوده‌است. 
از فیلم‌ها یا برنامه‌های تلویزیونی که وی در آن نقش داشته است می‌توان به معنای زندگی از مانتی پایتون، ۱۲ میمون، معجزه در خیابان ۳۴ام و متعلق به شیطان اشاره کرد.